# パナソニック環境エンジニアリング
パナソニック環境エンジニアリング株式会社（パナソニックかんきょうエンジニアリング、英: Panasonic Environmental Systems & Engineerings Co., Ltd.）は、パナソニックの環境事業を担当しているパナソニック エコシステムズ株式会社の子会社である。1976年に、松下精工（現・パナソニック エコシステムズ）から分離独立した。環境浄化設備などの施工及び保守サービスを移管されている。

## 沿革
- 1976年 松下精工(株)送風機事業部技術サービス部から「換気送風エンジニアリング(株)」として分離独立
- 1999年 「松下環境空調エンジニアリング(株)」創立
- 2008年 「パナソニック環境エンジニアリング株式会社」に社名変更
- 2010年　マレーシア支店を開設

## 拠点
- 本社：大阪府吹田市垂水町3丁目28-33
- 東京支店：東京都港区港南2丁目12-26 港南パークビル3F
- 中部支店：愛知県春日井市鷹来町字上仲田3905-3
- 大阪支店：大阪府吹田市垂水町3丁目28-33
- 北海道営業所：北海道札幌市中央区南1条東3丁目9-2 札幌MIDビル3F
- 東北営業所：宮城県黒川郡大和町吉岡東3丁目2-24
- 静岡営業所：静岡県湖西市白須賀3985-3212
- 北陸営業所：石川県能美郡川北町山田先出25
- 大阪南営業所：大阪府大阪市住之江区平林北1丁目2-63 パナソニック株式会社ＡＩＳ社内
- 姫路営業所：兵庫県姫路市飾磨区妻鹿日田町1-6 姫路ユーティリティセンター
- 中四国営業所：岡山県岡山市北区幸町8-29 三井生命岡山ビル8F
- 九州営業所：福岡県福岡市博多区博多駅南1丁目2-13 福岡パナソニックビル8F

## 不祥事

### 実務経験不足者が国家資格を取得
同社の82人の技術者が、施工管理技士などの資格を取得する際に、実務経験の条件を満たしていなかったことが、2021年5月に明らかになった。